# باغ مرگ
باغ مرگ (به فنلاندی: Kuoleman puutarha) (۱۸۹۶)، یکی از آثار هوگو سیمبرگ نقاش فنلاندی سبک نمادگرایی است.
مانند بسیاری از تابلوهای سیمبرگ، این نقاشی صحنه غم‌آلود و سودازده‌ای را به تصویر می‌کشد. اسکلتی که در پیش‌زمینه است آبپاش سبزرنگی به دست دارد و درحالی که نگاهش به سمت چپ است پشت سازه چوبی به نوعی راه می‌رود. پشت سر او اسکلت دیگر ساقه گل آبی رنگی را به سینه فشار داده و در پس‌زمینه اسکلت سوم پشت به بیننده مشغول کاری است.

## تفسیر
اسکلت‌ها که به وضوح یادآور نماد مرگ هستند به صورت تناقض‌آمیزی در حال رسیدگی به گل و گیاه باغ (که نماد زندگی است) هستند. مجاورت اسکلت‌ها و گل‌ها بیننده را دچار تضادی وهم‌آلود می‌کند. سیمبرگ دربارهٔ نمادهای این نقاشی گفته که گل‌ها نماد روح انسان‌هاست، اسکلت‌ها یاریگر مرگ هستند و باغ مکانی است که مردگان قبل از رفتن به بهشت به آنجا می‌روند.